# Krogulec australijski
Krogulec australijski (Tachyspiza novaehollandiae) – gatunek średniej wielkości ptaka drapieżnego z rodziny jastrzębiowatych (Accipitridae), występujący przy wybrzeżach Australii i Tasmanii.

## Systematyka
Gatunek jest obecnie uznawany za monotypowy. W starszym ujęciu systematycznym do T. novaehollandiae, oprócz podgatunku nominatywnego, zaliczano ponad 20 podgatunków zamieszkujących Małe Wyspy Sundajskie, Moluki, Nową Gwineę i Wyspy Salomona, zostały one jednak wydzielone do osobnego gatunku o nazwie krogulec rdzawobrzuchy (T. hiogaster).

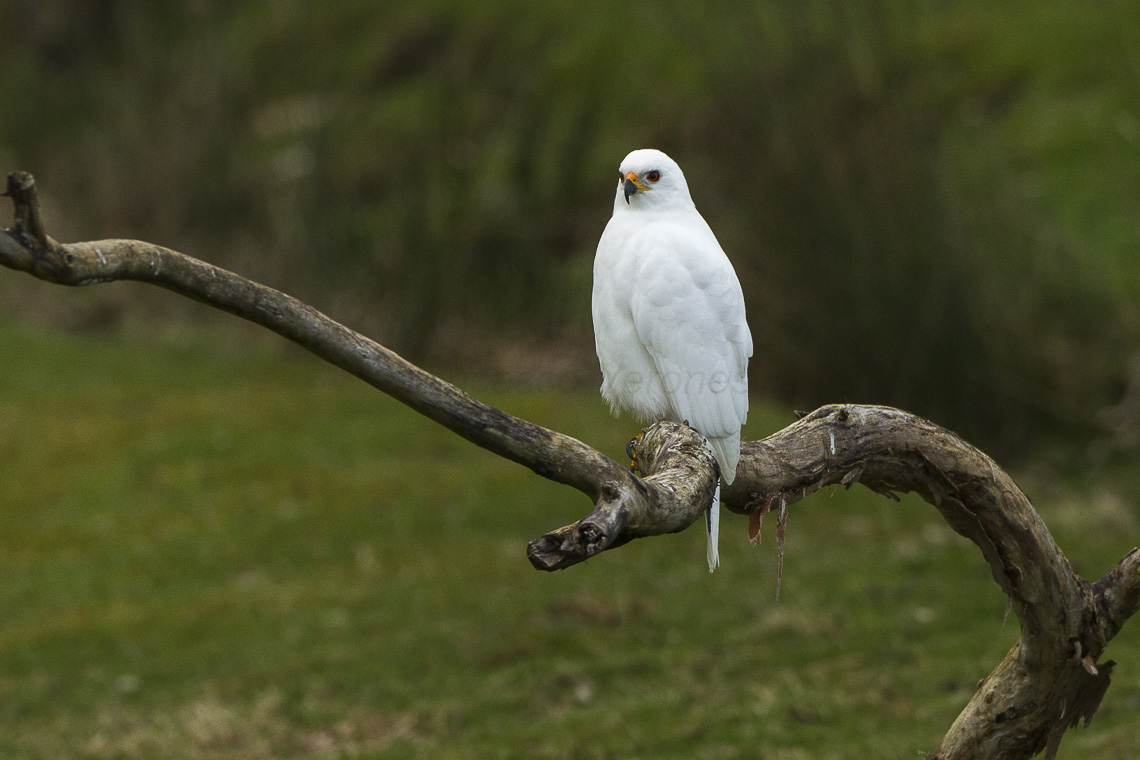
Odmiana biała

## Morfologia
Długość ciała 38–55 cm, rozpiętość skrzydeł 70–110 cm. Samice znacznie większe od samców, osiągają masę ciała ok. 680 g, a samce średnio 350 g.
Istnieją dwie odmiany barwne krogulca australijskiego: szara i biała. Odmiana szara posiada jasnoszarą głowę i wierzch ciała, biały spód ciała z szarym prążkowaniem na piersi; skrzydła z wierzchu szare, od spodu białe z ciemnymi końcówkami; średniej długości ogon jest z wierzchu szary, od spodu biały z szarymi prążkami. Samice tej odmiany są ciemniejsze od samców. Odmiana biała to jedyny ptak drapieżny na świecie, który jest cały biały. Ptaki obu odmian barwnych mają ciemnoczerwone oczy oraz żółtą woskówkę i nogi. U osobników młodocianych oczy są brązowe, czerwienieją w wieku około dwóch miesięcy. 

## Występowanie
Krogulec australijski zamieszkuje północne, wschodnie i południowo-wschodnie wybrzeża Australii, Tasmanii. Zamieszkuje większość typów lasów, a zwłaszcza wysokie, gęste lasy, w tym lasy deszczowe. Osobniki dorosłe są osiadłe, osobniki młodociane rozpraszają się po sezonie lęgowym.

## Pożywienie
Poluje głównie na ssaki, takie jak króliki, małe torbacze i nietoperze. Także ptaki, małe gady i owady. Samice ze względu na swoją wielkość mogą łapać większą zdobycz od samców.

## Status
Międzynarodowa Unia Ochrony Przyrody (IUCN) uznaje krogulca australijskiego za gatunek najmniejszej troski (LC – least concern) od 2014 roku, kiedy to zaakceptowano taksonomiczny podział gatunku. W 2001 roku szacowano, że liczebność populacji prawdopodobnie nie przekracza 10 tysięcy osobników. Trend liczebności populacji uznaje się za spadkowy z powodu ciągłego niszczenia siedlisk i prześladowań ze strony ludzi.